# Station Nancy-Ville

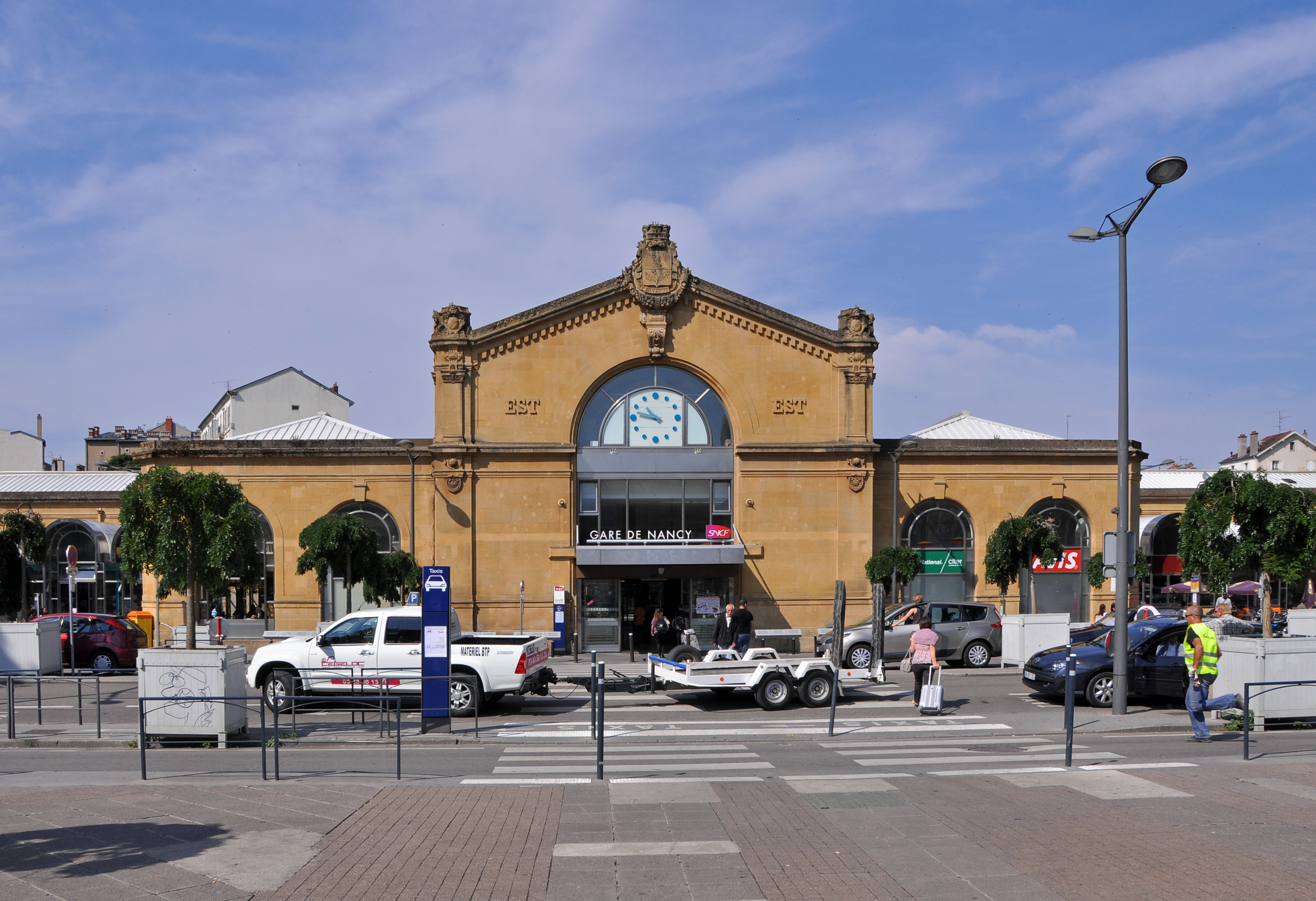
Het station van Nancy-Ville: hoofdingang aan de Place Thiers

Station Nancy-Ville is een spoorwegstation in de Franse gemeente Nancy. Vanaf het station bestaan hogesnelheidsverbindingen met Paris Gare de l'Est en Straatsburg. Verder zijn er reguliere verbindingen, verzorgd door SNCF in opdracht van TER Grand-Est met Luxemburg, Straatsburg, Metz en Neufchâteau. Er is een busverbinding naar station Lorraine TGV, op een afstand van circa 35 km.

## Treindienst
| Serie      | Treinsoort | Route | Bijzonderheden                                   |
| ---------- | ---------- | --- | ------------------------------------------------ |
| TGV 2500   | TGV (SNCF) | Paris Est – Meuse TGV – Nancy-Ville – Épinal – [ Remiremont ] / [ Saint-Dié-des-Vosges ]                                                                             | Een trein naar Remiremont / Saint-Dié-des-Vosges |
| TGV 7680   | TGV (SNCF) | Paris Est – Champagne-Ardenne TGV – Nancy-Ville |                                                  |
| TER 833200 | TER (SNCF) | Nancy-Ville – Longuyon – Longwy |                                                  |
| TER 833600 | TER (SNCF) | Bar-le-Duc – Commercy – Toul – Nancy-Ville – Lunéville |                                                  |
| C 40       | TER (SNCF) | Metz-Ville – Pagny-sur-Moselle – Pont-à-Mousson – Nancy-Ville – Charmes – Épinal – Remiremont                                                                        |                                                  |
| TER 834100 | TER (SNCF) | Nancy-Ville – Lunéville – Baccarat – Raon-l'Étape – Saint-Dié-des-Vosges                                                                                             |                                                  |
| K 31       | TER (SNCF) | Nancy-Ville – Lunéville – Sarrebourg – Saverne – Strasbourg-Ville |                                                  |
| TER 835600 | TER (SNCF) | Révigny – Bar-le-Duc – Commercy – Toul – Nancy-Ville |                                                  |
| C 43       | TER (SNCF) | Nancy-Ville – Charmes – Épinal |                                                  |
| TER 835800 | TER (SNCF) | Nancy-Ville – Blainville-Damelevières – Charmes – Épinal – Remiremont                                                                                                |                                                  |
| C 44       | TER (SNCF) | Nancy-Ville – Jarville-la-Malgrange – Neuves-Maisons – Pont-Saint-Vincent                                                                                            |                                                  |
| P 45       | TER (SNCF) | Nancy-Ville – Toul – Neufchâteau |                                                  |
| TER 837500 | TER (SNCF) | Nancy-Ville – Frouard – Pont-à-Mousson – Pagny-sur-Moselle – Metz-Ville                                                                                              |                                                  |
| K 1        | TER (SNCF) | Paris-Est – Épernay – Châlons-en-Champagne – [ Saint-Dizier ] / [ Bar-le-Duc – Commercy – Toul – Nancy-Ville – Lunéville – Sarrebourg – Saverne – Strasbourg-Ville ] | 1 dagelijkse trein Parijs - Straatsburg v.v.     |

## Afbeeldingen

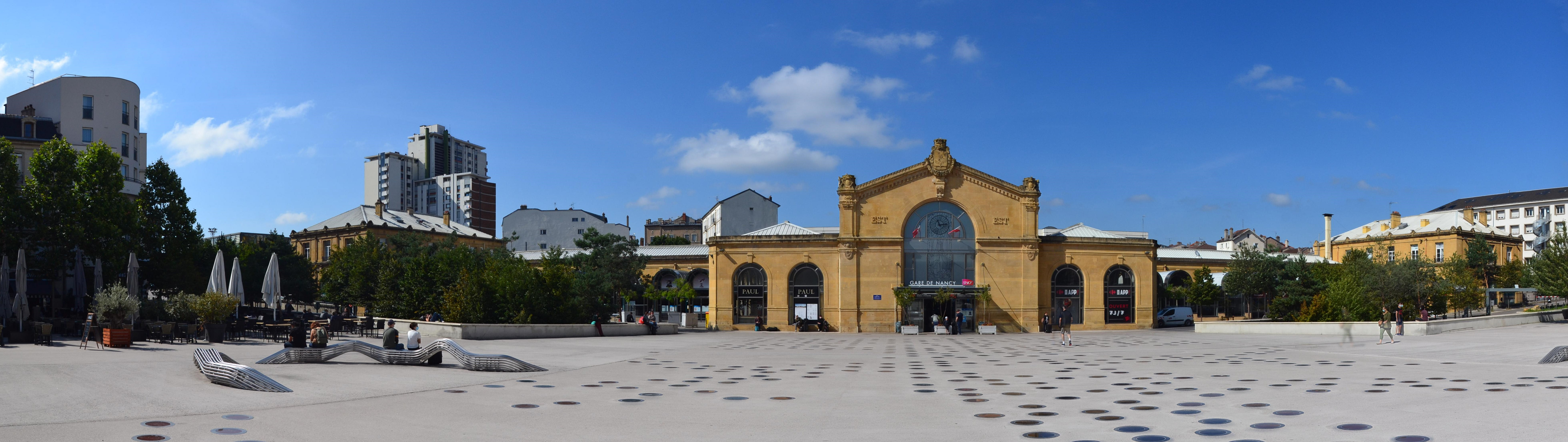
Stationsplein en hoofdingang
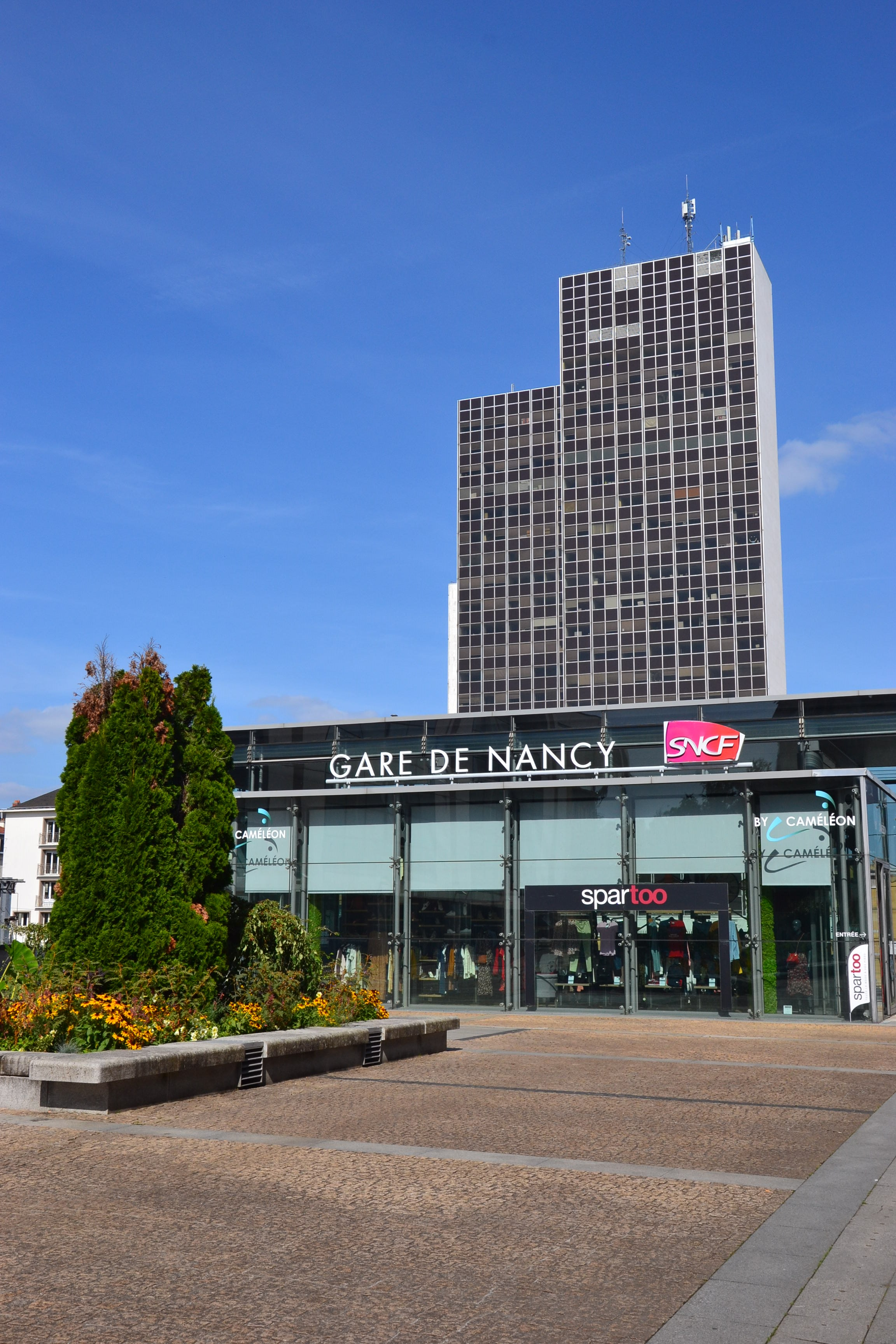
Ingang aan de (westelijke) achterzijde